# Gyémánt
Gyémánt är ett musikalbum som släpptes år 2000 av den ungerska musikgruppen Bikini.

## Låtlista
1. Itthon vagyok
2. A Szabadság Rabszolgái
3. Izzik a Tavaszi Délután
4. Parancs
5. Valóság Állomás
6. Repülők
7. Veri Az Élet
8. Csak Dolgozni Ne Kelljen
9. Telihold
10. Már Semmit Sem Érzek
11. A Világ Végén
12. Könnycsepp Ammenyből
13. Úgy Hiányzik Pár Dolog
14. Dalolok Amáról
15. Egy Korsó, Egy Pohár (Bonuslåt)